# Skandal
En skandal (av gr. σκάνδαλον, ska'ndalon, giller, fälla, anstöt eller förargelse), offentlig anstöt, obehagligt uppseende; någonting förargelseväckande - även i betydelsen av en offentliggjord incident som innefattar anklagelser om brott, moralisk förflackning, korruption etc. En skandal kan vila på enbart rykten.
En skandal kan även omnämnas som en affär eller härva.

## Medierapportering
I medierapporteringen används ibland formuleringar som "nystas upp", "rullar vidare" eller "kritiken växer".
En skandal blir oftast känd för allmänheten först när medier rapporterar om det. Medierna har en stor publik och på så sätt blir nyheten både svårkontrollerad och får större synlighet.
I och med digitaliseringen är det lättare att fotografera och filma olika händelser, och även lättare att skicka dem vidare. När exempelvis en otrohetsaffär pågår och en privatperson lyckas fotografera detta tar det inte lång tid innan fotot hamnar hos till exempel en tidning, därför har det blivit lättare att bevisa att händelsen faktiskt ägt rum.
I många fall berättas skandalen som en historia med en början, mitt och ett slut.

## Politiska skandaler
Om en skandal handlar om en politiker istället för en kändis, menar bland andra John B. Thompson att det sår som uppstår inte får läka helt eftersom personen är offentlig och allmänheten diskuterar händelsen ofta och mycket. Skandalen kan även komma upp vid senare tillfällen, till exempel om det handlar om omval och då skadas personen ytterligare en gång.

## Vad är en skandal?
Det finns fem karaktärsdrag för vad som kännetecknar en skandal.
1. Norm/moralbrott. En överträdelse av en norm eller moralkod. Huruvida det blir en skandal av överträdelsen skiljer sig beroende på storleken, kultur och person.
2. En privat angelägenhet som blir offentlig.
3. Väcker anstöt eller skapar ogillande. Skandalen bör väcka anstöt hos en större grupp människor för att klassas som en skandal. Det kan vara något som går emot den offentliga profil någon har eller den kultur personen lever i.
4. Moraliserande debatt. En skandal får uppmärksamhet i media eller olika sociala nätverk. Man debatterar händelsen och vad som rätt och fel.
5. Ryktet riskerar att skadas. Personerna som är inblandade i händelsen riskerar att få sina rykten skadade. En persons rykte är viktigt för att skapa och utöva symbolisk makt. Skadas ryktet förlorar man alltså bitar av sin symboliska makt.